# Tuomaansaari (ö i Södra Savolax, S:t Michel, lat 62,07, long 26,73)
Tuomaansaari är en ö i Finland. Den ligger i sjön Sienijärvi och i kommunen Kangasniemi i den ekonomiska regionen  S:t Michel och landskapet Södra Savolax, i den södra delen av landet, 230 km norr om huvudstaden Helsingfors. Öns area är 0,3 hektar och dess största längd är 110 meter i nord-sydlig riktning.